# 黄山蟹甲草
黄山蟹甲草（学名：Parasenecio hwangshanicus）为菊科蟹甲草属的植物。分布在克什米尔地区、锡金以及中国大陆的江西、安徽、浙江等地，生长于海拔1,500米至1,800米的地区，多生在山顶草地或山坡阴湿处，目前尚未由人工引种栽培。

## 异名
- Cacalia hwangshanicus Ling
- Senecio chenopodifolius auct. non DC.